# Ain't My Fault
Singles de Zara Larsson
This One's for You
(2016) I Would Like
(2016)
Ain’t My Fault est une chanson de l'auteure-compositrice-interprète suédoise Zara Larsson. Elle sort le 2 septembre 2016 en tant que troisième single extrait de son deuxième album studio So Good, sous les labels TEN, Epic et Sony.

## Genèse
Au cours d'une entrevue avec Shazam, Larsson s'exprime au sujet d'une première ébauche de la chanson, argumentant : « je me retrouve en train de parler à une autre fille et plus précisément de son amant, que je tente de lui voler. Je lui réponds simplement : ce n'est pas ma faute si je suis meilleure que toi ». Le morceau est écrit en l'espace de quelques heures avec MNEK mais sa sortie en tant que single n'a jamais été envisagée étant donné qu'il est d'abord conçu pour délirer. Mais lorsque toute l'équipe présente en studio d'enregistrement l'écoute et le trouve appréciable, la chanteuse réalise qu'elle ne pourrait pas se voir interpréter un tel texte. Elle décide finalement de changer quelques paroles pour mieux refléter ses propres valeurs. À ce propos, elle affirme : « je ne me sentirais jamais fière de voler le copain d'une fille et d'utiliser cette histoire comme trame pour une composition, ça ne me ressemblerait finalement pas ».

## Accueil critique
Robbie Daw du blog musical Idolator (en) est d'avis que la chanson représente un « virage sexy depuis les tons suaves et sombres de Never Forget You jusqu'aux fanfaronnades pop impertinentes de Lush Life ». Il en vient même à s'y référer comme étant une « bombe Rihanna-èsque » et un « chef-d'œuvre déluré ». Sur une même lancée, Nolan Feeney d'Entertainment Weekly qualifie la piste d'« audacieuse », tout en étant « formatée pour les discothèques ».

## Classements, certifications et successions
| \| Classement (2016) \| Meilleure position \| \| ----------------------------------------- \| ------------------ \| \| Allemagne (Media Control AG)[1] \| 22 \| \| Australie (ARIA)[2] \| 24 \| \| Autriche (Ö3 Austria Top 40)[3] \| 50 \| \| Belgique (Flandre Ultratop 50 Singles)[4] \| 28 \| \| Canada (Hot 100)[5] \| 80 \| \| Danemark (Tracklisten)[6] \| 17 \| \| Écosse (OCC)[7] \| 14 \| \| Espagne (PROMUSICAE)[8] \| 71 \| \| États-Unis (Bubbling Under Hot 100)[9] \| 8 \| \| Finlande (Suomen virallinen lista)[10] \| 13 \| \| France (SNEP)[11] \| 19 \| \| Irlande (IRMA)[12] \| 30 \| \| Italie (FIMI)[13] \| 73 \| \| Lettonie (Latvijas Top 40)[14] \| 19 \| \| Norvège (VG-lista)[15] \| 8 \| \| Nouvelle-Zélande (RMNZ)[16] \| 23 \| \| Pays-Bas (Nederlandse Top 40)[17] \| 39 \| \| Pays-Bas (Single Top 100)[18] \| 61 \| \| Portugal (AFP)[19] \| 56 \| \| Tchéquie (IFPI Singles Digitál)[20] \| 27 \| \| Royaume-Uni (UK Singles Chart)[21] \| 23 \| \| Slovaquie (IFPI Rádio)[22] \| 29 \| \| Suède (Sverigetopplistan)[23] \| 1 \| \| Suisse (Schweizer Hitparade)[24] \| 44 \| | Certifications Cette section est vide, insuffisamment détaillée ou incomplète. Votre aide est la bienvenue pour ajouter les informations de certifications ! |
| Classement (2016) | Meilleure position |
| Allemagne (Media Control AG) | 22 |
| Australie (ARIA) | 24 |
| Autriche (Ö3 Austria Top 40) | 50 |
| Belgique (Flandre Ultratop 50 Singles) | 28 |
| Canada (Hot 100) | 80 |
| Danemark (Tracklisten) | 17 |
| Écosse (OCC) | 14 |
| Espagne (PROMUSICAE) | 71 |
| États-Unis (Bubbling Under Hot 100) | 8 |
| Finlande (Suomen virallinen lista) | 13 |
| France (SNEP) | 19 |
| Irlande (IRMA) | 30 |
| Italie (FIMI) | 73 |
| Lettonie (Latvijas Top 40) | 19 |
| Norvège (VG-lista) | 8 |
| Nouvelle-Zélande (RMNZ) | 23 |
| Pays-Bas (Nederlandse Top 40) | 39 |
| Pays-Bas (Single Top 100) | 61 |
| Portugal (AFP) | 56 |
| Tchéquie (IFPI Singles Digitál) | 27 |
| Royaume-Uni (UK Singles Chart) | 23 |
| Slovaquie (IFPI Rádio) | 29 |
| Suède (Sverigetopplistan) | 1 |
| Suisse (Schweizer Hitparade) | 44 |

## Historique de sortie
| Pays         | Date              | Format                   | Label               |
| ------------ | ----------------- | ------------------------ | ------------------- |
| Monde entier | 2 septembre 2016  | Téléchargement numérique | - TEN - Epic - Sony |
| États-Unis   | 20 septembre 2016 | Diffusion radiophonique  | Epic                |